# Bisvalles
Bisvalles è un comune (corregimiento) della Repubblica di Panama situato nel distretto di La Mesa, provincia di Veraguas. Si estende su una superficie di 83,4 km² e conta una popolazione di 2.185 abitanti (censimento 2010).